# Walter Godefroot
Walter Godefroot est un coureur cycliste belge, né le 2 juillet 1943. Il est un des meilleurs coureurs de classiques des années 1970 avec Eddy Merckx et Roger De Vlaeminck.
Dans le peloton, on l'appelait « le bouledogue flamand ».

## Biographie

### Carrière professionnelle
Walter Godefroot remporte la médaille de bronze à la course en ligne des Jeux olympiques de Tokyo après que son jeune compatriote Eddy Merckx a été rattrapé dans le final. Les deux hommes passent professionnels en 1965 et Walter Godefroot a été présenté à ses débuts comme la bête noire de Merckx puisqu'il a remporté plusieurs courses devant lui : championnat de Belgique en 1965, Liège-Bastogne-Liège 1967 et Paris-Roubaix 1969.
Par la suite, Godefroot n'ayant pas les capacités de Merckx dans les courses par étapes se concentra sur les étapes des grands tours. Il remporte notamment dix étapes sur le Tour de France, dont celle des Champs-Élysées en 1975 où le Tour se finissait pour la première fois, et le maillot vert du Tour de France 1970, une étape sur le Tour d'Italie 1970 et deux étapes sur le Tour d'Espagne 1971.
Pour les courses d'un jour, il remporta notamment un autre titre de champion de Belgique en 1972, deux Tours des Flandres à dix ans d'intervalle en 1968 et 1978, deux Bordeaux-Paris en 1969 et 1976 et eut de nombreux accessits sur d'autres classiques. Il arrêta sa carrière en 1979. En 1977, au mois d'avril, il fut contrôlé positif à un produit dopant à la suite de la campagne des classiques. Plusieurs ténors du peloton seront également déclarés positifs, dont Freddy Maertens et Eddy Merckx.

### Après-carrière
À la fin de sa carrière, Walter Godefroot n'a pas immédiatement quitté les pelotons. Il a dirigé les équipes Capri-Sonne-Koga Miyata, T-Mobile et Astana. Il fut notamment le directeur sportif de Bjarne Riis, Jan Ullrich et Erik Zabel lors des Tours de France victorieux en 1996 et 1997. À cette époque, l'équipe utilisait le dopage et notamment l'EPO.

## Palmarès

### Palmarès amateur
- 1964
  - Finale de l'Étoile
  - Gand-Staden
  - 1re, 4e et 8e étapes du Tour de Tunisie
  - 2eb étape du Berliner Etappenfahrt
  - 3e du Tour de Tunisie
  -  Médaillé de bronze de la course en ligne des Jeux Olympiques de Tokyo

### Palmarès professionnel
- 1965
  -  Champion de Belgique sur route
  - Circuit du Sud-Ouest
  - 3e de Tielt-Anvers-Tielt
- 1966
  - À travers la Belgique
  - 3e étape du Tour de Belgique
  - Maaslandse Pijl
  - 1re étape du Grand Prix du Midi libre
  - 1rea, 1reb, 3e, 6e et 8e étapes du Tour de Catalogne
  - Six Jours de Madrid (avec Emile Severeyns)
  - Grand Prix Beeckman-De Caluwé
  - 2e du Het Volk
  - 2e du Circuit des onze villes
  - 2e du Grand Prix de Francfort
  - 2e du Tour de la Flandre Occidentale
  - 2e de Bruxelles-Meulebeke
  - 2e du Grand Prix d'Isbergues
  - 4e de Paris-Bruxelles
  - 4e de Liège-Bastogne-Liège
- 1967
  - Nokere Koerse
  - Liège-Bastogne-Liège
  - 1re étape du Tour de Romandie
  - Maaslandse Pijl
  - Porto-Lisbonne
  - 7ea étape du Tour de Suisse
  - 1re étape du Tour de France
  - 2e de Bruxelles-Meulebeke
  - 2e du Tour de la Flandre Occidentale
  - 2e du Circuit de la région linière
  - 2e de la Gullegem Koerse
  - 5e de la Flèche wallonne
  - 7e de Milan-San Remo
  - 9e de Paris-Nice
- 1968
  - 3e et 8e étapes du Tour d’Andalousie
  - 2e et 6e étapes de Paris-Nice
  - À travers la Belgique
  - Tour des Flandres
  - Gand-Wevelgem
  - 2e étape du Tour de Suisse
  - 3eb et 9e étapes du Tour de France
  - 2e du Tour de Wallonie
  - 2e de Liège-Bastogne-Liège
  - 2e de Paris-Tours
  - 3e de Paris-Roubaix
  - 3e du Circuit de la région linière
  - 3e du Super Prestige Pernod
  - 9e de Milan-San Remo
  - 9e de la Flèche wallonne
- 1969
  - Circuit des régions fruitières
  - Paris-Roubaix
  - Tour de Wallonie
  - 6eb étape du Critérium du Dauphiné libéré
  - 3ea étape du Tour de Suisse
  - Grand Prix de l'Escaut
  - Grand Prix du canton d'Argovie
  - Bordeaux-Paris
  - Critérium des As
  - 2e du championnat de Belgique sur route
  - 2e du Grand Prix Flandria
  - 3e du GP Union Dortmund
  - 4e de la Flèche wallonne
  - 5e de Milan-San Remo
  - 10e du Rund um den Henninger Turm
- 1970
  - Tour de la province de Reggio de Calabre
  - 3ea étape du Tour de Belgique
  - Championnat de Zurich
  - 8e étape du Tour d'Italie
  - Tour de France :
    -  Classement par points
    - 4e et 5ea étapes

  - 2e du Tour des Flandres
  - 2e du Tour de Belgique
  - 2e du championnat de Belgique de l'américaine (avec Romain De Loof)
  - 3e de Gand-Wevelgem
  - 5e de Milan-San Remo
  - 5e de Paris-Roubaix
  - 7e du championnat du monde sur route
  - 9e du Rund um den Henninger Turm
- 1971
  - 1reb étape de la Semaine catalane
  - 7e et 8e étapes du Tour d'Espagne
  - 9e étape du Tour de France
  - 2e de la Flèche de Leeuw
  - 2e du Grand Prix de Wallonie
  - 3e des Six Jours d'Anvers (avec Sigi Renz et Theo Verschueren)
  - 4e de Paris-Tours
  - 5e de la Flèche wallonne
- 1972
  -  Champion de Belgique sur route
  - 5ea étape du Tour de France
  - 3e du Grand Prix E3
  - 3e du Championnat des Flandres
  - 3e du Critérium des As
  - 3e du Prix national de clôture
  - 3e des Six Jours de Gand (avec Graeme Gilmore)
- 1973
  - 5e étape du Tour d’Andalousie
  - 4ea étape de Paris-Nice
  - 1re étape du Tour de Belgique
  - Circuit du Brabant central
  - Circuit des Trois Provinces (Avelgem)
  - Circuit de Flandre orientale
  - 5e et 16ea étapes du Tour de France
  - 2e du championnat de Belgique de l'américaine (avec Norbert Seeuws)
  - 2e de Paris-Roubaix
  - 2e de la Flèche halloise
  - 3e du Grand Prix de Wallonie
  - 3e de Liège-Bastogne-Liège
  - 3e des Six Jours d'Anvers (avec Norbert Seeuws et Theo Verschueren)
  - 3e de Bordeaux-Paris
  - 4e de Paris-Tours
  - 6e du Tour des Flandres
  - 7e de la Flèche wallonne
  - 7e de Paris-Tours
  - 8e du Rund um den Henninger Turm
  - 10e de Milan-San Remo
  - 10e du Super Prestige Pernod
- 1974
  - Rund um den Henninger Turm
  - Championnat de Zurich
  - Quatre Jours de Dunkerque :
    - Classement général
    - 3ea étape

  - 3e du Circuit des onze villes
  - 3e de l'Amstel Gold Race
  - 7e de Milan-San Remo
- 1975
  - 22e étape du Tour de France
  - 2e de l'Omloop van de Westkust
  - 3e du Tour de Limbourg
  - 3e de Liège-Bastogne-Liège
  - 3e du championnat de Belgique de l'américaine (avec Freddy Maertens)
  - 3e du Rund um den Henninger Turm
  - 3e du Grand Prix Marcel Kint
  - 8e de Paris-Roubaix
- 1976
  - 2e étape du Tour de Belgique
  - Bordeaux-Paris
  - Circuit de Neeroeteren
  - 2e du Grand Prix E3
  - 3e du Championnat de Zurich
  - 3e du Tour du Condroz
  - 3e du Circuit des Trois Provinces
  - 5e de Paris-Roubaix
  - 5e de la Flèche wallonne
  - 6e de Paris-Bruxelles
  - 8e du Tour des Flandres
  - 9e de Milan-San Remo
  - 10e du Super Prestige Pernod
- 1977
  - 3e étape des Quatre Jours de Dunkerque
  - Hyon-Mons
  - 2e du Tour des Flandres
  - 2e de Bordeaux-Paris
  - 2e de Milan-Turin
  - 3e du Championnat de Zurich
  - 6e du Grand Prix de Francfort
  - 8e de l'Amstel Gold Race
  - 10e du championnat du monde sur route
- 1978
  - Tour des Flandres
  - 2e du Grand Prix de Saint-Raphaël
  - 2e du Grand Prix d'Aix-en-Provence
  - 2e du Grand Prix de la ville de Zottegem
- 1979
  - Circuit des frontières
  - Ruddervoorde Koerse
  - 8e du Tour des Flandres

### Résultats sur les grands tours

#### Tour de France
7 participations
- 1967 : 60e, vainqueur de la 1re étape
- 1968 : 20e, vainqueur des 3eb et 9e étapes
- 1970 : 29e,  vainqueur du classement par points, vainqueur des 4e et 5ea étapes
- 1971 : hors délais (11e étape), vainqueur de la 9e étape
- 1972 : 44e, vainqueur de la 5ea étape
- 1973 : 65e, vainqueur des 5e et 16ea étapes
- 1975 : 51e, vainqueur de la 22e étape

#### Tour d'Italie
2 participations
- 1970 : 55e, vainqueur de la 8e étape
- 1978 : abandon (12e étape)

#### Tour d'Espagne
1 participation
- 1971 : 30e, vainqueur des 7e et 8e étapes